# 1216
Portal Geschichte | Portal Biografien | Aktuelle Ereignisse | Jahreskalender | Tagesartikel

◄ |
12. Jahrhundert |
13. Jahrhundert
| 14. Jahrhundert | ►

◄ |
1180er |
1190er |
1200er |
1210er
| 1220er | 1230er | 1240er | ►

◄◄ |
◄ |
1212 |
1213 |
1214 |
1215 |
1216
| 1217 | 1218 | 1219 | 1220 | ► | ►►
Staatsoberhäupter  · Nekrolog
| Januar | Januar | Januar | Januar | Januar | Januar | Januar | Januar |
| Kw     | Mo     | Di     | Mi     | Do     | Fr     | Sa     | So     |
| ------ | ------ | ------ | ------ | ------ | ------ | ------ | ------ |
| 53     |        |        |        |        | 1      | 2      | 3      |
| 1      | 4      | 5      | 6      | 7      | 8      | 9      | 10     |
| 2      | 11     | 12     | 13     | 14     | 15     | 16     | 17     |
| 3      | 18     | 19     | 20     | 21     | 22     | 23     | 24     |
| 4      | 25     | 26     | 27     | 28     | 29     | 30     | 31     |

| Februar | Februar | Februar | Februar | Februar | Februar | Februar | Februar |
| Kw      | Mo      | Di      | Mi      | Do      | Fr      | Sa      | So      |
| ------- | ------- | ------- | ------- | ------- | ------- | ------- | ------- |
| 5       | 1       | 2       | 3       | 4       | 5       | 6       | 7       |
| 6       | 8       | 9       | 10      | 11      | 12      | 13      | 14      |
| 7       | 15      | 16      | 17      | 18      | 19      | 20      | 21      |
| 8       | 22      | 23      | 24      | 25      | 26      | 27      | 28      |
| 9       | 29      |         |         |         |         |         |         |

| März | März | März | März | März | März | März | März |
| Kw   | Mo   | Di   | Mi   | Do   | Fr   | Sa   | So   |
| ---- | ---- | ---- | ---- | ---- | ---- | ---- | ---- |
| 9    |      | 1    | 2    | 3    | 4    | 5    | 6    |
| 10   | 7    | 8    | 9    | 10   | 11   | 12   | 13   |
| 11   | 14   | 15   | 16   | 17   | 18   | 19   | 20   |
| 12   | 21   | 22   | 23   | 24   | 25   | 26   | 27   |
| 13   | 28   | 29   | 30   | 31   |      |      |      |

| April | April | April | April | April | April | April | April |
| Kw    | Mo    | Di    | Mi    | Do    | Fr    | Sa    | So    |
| ----- | ----- | ----- | ----- | ----- | ----- | ----- | ----- |
| 13    |       |       |       |       | 1     | 2     | 3     |
| 14    | 4     | 5     | 6     | 7     | 8     | 9     | 10    |
| 15    | 11    | 12    | 13    | 14    | 15    | 16    | 17    |
| 16    | 18    | 19    | 20    | 21    | 22    | 23    | 24    |
| 17    | 25    | 26    | 27    | 28    | 29    | 30    |       |

| Mai | Mai | Mai | Mai | Mai | Mai | Mai | Mai |
| Kw  | Mo  | Di  | Mi  | Do  | Fr  | Sa  | So  |
| --- | --- | --- | --- | --- | --- | --- | --- |
| 17  |     |     |     |     |     |     | 1   |
| 18  | 2   | 3   | 4   | 5   | 6   | 7   | 8   |
| 19  | 9   | 10  | 11  | 12  | 13  | 14  | 15  |
| 20  | 16  | 17  | 18  | 19  | 20  | 21  | 22  |
| 21  | 23  | 24  | 25  | 26  | 27  | 28  | 29  |
| 22  | 30  | 31  |     |     |     |     |     |

| Juni | Juni | Juni | Juni | Juni | Juni | Juni | Juni |
| Kw   | Mo   | Di   | Mi   | Do   | Fr   | Sa   | So   |
| ---- | ---- | ---- | ---- | ---- | ---- | ---- | ---- |
| 22   |      |      | 1    | 2    | 3    | 4    | 5    |
| 23   | 6    | 7    | 8    | 9    | 10   | 11   | 12   |
| 24   | 13   | 14   | 15   | 16   | 17   | 18   | 19   |
| 25   | 20   | 21   | 22   | 23   | 24   | 25   | 26   |
| 26   | 27   | 28   | 29   | 30   |      |      |      |

| Juli | Juli | Juli | Juli | Juli | Juli | Juli | Juli |
| Kw   | Mo   | Di   | Mi   | Do   | Fr   | Sa   | So   |
| ---- | ---- | ---- | ---- | ---- | ---- | ---- | ---- |
| 26   |      |      |      |      | 1    | 2    | 3    |
| 27   | 4    | 5    | 6    | 7    | 8    | 9    | 10   |
| 28   | 11   | 12   | 13   | 14   | 15   | 16   | 17   |
| 29   | 18   | 19   | 20   | 21   | 22   | 23   | 24   |
| 30   | 25   | 26   | 27   | 28   | 29   | 30   | 31   |

| August | August | August | August | August | August | August | August |
| Kw     | Mo     | Di     | Mi     | Do     | Fr     | Sa     | So     |
| ------ | ------ | ------ | ------ | ------ | ------ | ------ | ------ |
| 31     | 1      | 2      | 3      | 4      | 5      | 6      | 7      |
| 32     | 8      | 9      | 10     | 11     | 12     | 13     | 14     |
| 33     | 15     | 16     | 17     | 18     | 19     | 20     | 21     |
| 34     | 22     | 23     | 24     | 25     | 26     | 27     | 28     |
| 35     | 29     | 30     | 31     |        |        |        |        |

| September | September | September | September | September | September | September | September |
| Kw        | Mo        | Di        | Mi        | Do        | Fr        | Sa        | So        |
| --------- | --------- | --------- | --------- | --------- | --------- | --------- | --------- |
| 35        |           |           |           | 1         | 2         | 3         | 4         |
| 36        | 5         | 6         | 7         | 8         | 9         | 10        | 11        |
| 37        | 12        | 13        | 14        | 15        | 16        | 17        | 18        |
| 38        | 19        | 20        | 21        | 22        | 23        | 24        | 25        |
| 39        | 26        | 27        | 28        | 29        | 30        |           |           |

| Oktober | Oktober | Oktober | Oktober | Oktober | Oktober | Oktober | Oktober |
| Kw      | Mo      | Di      | Mi      | Do      | Fr      | Sa      | So      |
| ------- | ------- | ------- | ------- | ------- | ------- | ------- | ------- |
| 39      |         |         |         |         |         | 1       | 2       |
| 40      | 3       | 4       | 5       | 6       | 7       | 8       | 9       |
| 41      | 10      | 11      | 12      | 13      | 14      | 15      | 16      |
| 42      | 17      | 18      | 19      | 20      | 21      | 22      | 23      |
| 43      | 24      | 25      | 26      | 27      | 28      | 29      | 30      |
| 44      | 31      |         |         |         |         |         |         |

| November | November | November | November | November | November | November | November |
| Kw       | Mo       | Di       | Mi       | Do       | Fr       | Sa       | So       |
| -------- | -------- | -------- | -------- | -------- | -------- | -------- | -------- |
| 44       |          | 1        | 2        | 3        | 4        | 5        | 6        |
| 45       | 7        | 8        | 9        | 10       | 11       | 12       | 13       |
| 46       | 14       | 15       | 16       | 17       | 18       | 19       | 20       |
| 47       | 21       | 22       | 23       | 24       | 25       | 26       | 27       |
| 48       | 28       | 29       | 30       |          |          |          |          |

| Dezember | Dezember | Dezember | Dezember | Dezember | Dezember | Dezember | Dezember |
| Kw       | Mo       | Di       | Mi       | Do       | Fr       | Sa       | So       |
| -------- | -------- | -------- | -------- | -------- | -------- | -------- | -------- |
| 48       |          |          |          | 1        | 2        | 3        | 4        |
| 49       | 5        | 6        | 7        | 8        | 9        | 10       | 11       |
| 50       | 12       | 13       | 14       | 15       | 16       | 17       | 18       |
| 51       | 19       | 20       | 21       | 22       | 23       | 24       | 25       |
| 52       | 26       | 27       | 28       | 29       | 30       | 31       |          |

| Januar | Januar | Januar | Januar | Januar | Januar | Januar | Januar |
| Kw     | Mo     | Di     | Mi     | Do     | Fr     | Sa     | So     |
| ------ | ------ | ------ | ------ | ------ | ------ | ------ | ------ |
| 53     |        |        |        |        | 1      | 2      | 3      |
| 1      | 4      | 5      | 6      | 7      | 8      | 9      | 10     |
| 2      | 11     | 12     | 13     | 14     | 15     | 16     | 17     |
| 3      | 18     | 19     | 20     | 21     | 22     | 23     | 24     |
| 4      | 25     | 26     | 27     | 28     | 29     | 30     | 31     |

| Februar | Februar | Februar | Februar | Februar | Februar | Februar | Februar |
| Kw      | Mo      | Di      | Mi      | Do      | Fr      | Sa      | So      |
| ------- | ------- | ------- | ------- | ------- | ------- | ------- | ------- |
| 5       | 1       | 2       | 3       | 4       | 5       | 6       | 7       |
| 6       | 8       | 9       | 10      | 11      | 12      | 13      | 14      |
| 7       | 15      | 16      | 17      | 18      | 19      | 20      | 21      |
| 8       | 22      | 23      | 24      | 25      | 26      | 27      | 28      |
| 9       | 29      |         |         |         |         |         |         |

| März | März | März | März | März | März | März | März |
| Kw   | Mo   | Di   | Mi   | Do   | Fr   | Sa   | So   |
| ---- | ---- | ---- | ---- | ---- | ---- | ---- | ---- |
| 9    |      | 1    | 2    | 3    | 4    | 5    | 6    |
| 10   | 7    | 8    | 9    | 10   | 11   | 12   | 13   |
| 11   | 14   | 15   | 16   | 17   | 18   | 19   | 20   |
| 12   | 21   | 22   | 23   | 24   | 25   | 26   | 27   |
| 13   | 28   | 29   | 30   | 31   |      |      |      |

| April | April | April | April | April | April | April | April |
| Kw    | Mo    | Di    | Mi    | Do    | Fr    | Sa    | So    |
| ----- | ----- | ----- | ----- | ----- | ----- | ----- | ----- |
| 13    |       |       |       |       | 1     | 2     | 3     |
| 14    | 4     | 5     | 6     | 7     | 8     | 9     | 10    |
| 15    | 11    | 12    | 13    | 14    | 15    | 16    | 17    |
| 16    | 18    | 19    | 20    | 21    | 22    | 23    | 24    |
| 17    | 25    | 26    | 27    | 28    | 29    | 30    |       |

| Mai | Mai | Mai | Mai | Mai | Mai | Mai | Mai |
| Kw  | Mo  | Di  | Mi  | Do  | Fr  | Sa  | So  |
| --- | --- | --- | --- | --- | --- | --- | --- |
| 17  |     |     |     |     |     |     | 1   |
| 18  | 2   | 3   | 4   | 5   | 6   | 7   | 8   |
| 19  | 9   | 10  | 11  | 12  | 13  | 14  | 15  |
| 20  | 16  | 17  | 18  | 19  | 20  | 21  | 22  |
| 21  | 23  | 24  | 25  | 26  | 27  | 28  | 29  |
| 22  | 30  | 31  |     |     |     |     |     |

| Juni | Juni | Juni | Juni | Juni | Juni | Juni | Juni |
| Kw   | Mo   | Di   | Mi   | Do   | Fr   | Sa   | So   |
| ---- | ---- | ---- | ---- | ---- | ---- | ---- | ---- |
| 22   |      |      | 1    | 2    | 3    | 4    | 5    |
| 23   | 6    | 7    | 8    | 9    | 10   | 11   | 12   |
| 24   | 13   | 14   | 15   | 16   | 17   | 18   | 19   |
| 25   | 20   | 21   | 22   | 23   | 24   | 25   | 26   |
| 26   | 27   | 28   | 29   | 30   |      |      |      |

| Juli | Juli | Juli | Juli | Juli | Juli | Juli | Juli |
| Kw   | Mo   | Di   | Mi   | Do   | Fr   | Sa   | So   |
| ---- | ---- | ---- | ---- | ---- | ---- | ---- | ---- |
| 26   |      |      |      |      | 1    | 2    | 3    |
| 27   | 4    | 5    | 6    | 7    | 8    | 9    | 10   |
| 28   | 11   | 12   | 13   | 14   | 15   | 16   | 17   |
| 29   | 18   | 19   | 20   | 21   | 22   | 23   | 24   |
| 30   | 25   | 26   | 27   | 28   | 29   | 30   | 31   |

| August | August | August | August | August | August | August | August |
| Kw     | Mo     | Di     | Mi     | Do     | Fr     | Sa     | So     |
| ------ | ------ | ------ | ------ | ------ | ------ | ------ | ------ |
| 31     | 1      | 2      | 3      | 4      | 5      | 6      | 7      |
| 32     | 8      | 9      | 10     | 11     | 12     | 13     | 14     |
| 33     | 15     | 16     | 17     | 18     | 19     | 20     | 21     |
| 34     | 22     | 23     | 24     | 25     | 26     | 27     | 28     |
| 35     | 29     | 30     | 31     |        |        |        |        |

| September | September | September | September | September | September | September | September |
| Kw        | Mo        | Di        | Mi        | Do        | Fr        | Sa        | So        |
| --------- | --------- | --------- | --------- | --------- | --------- | --------- | --------- |
| 35        |           |           |           | 1         | 2         | 3         | 4         |
| 36        | 5         | 6         | 7         | 8         | 9         | 10        | 11        |
| 37        | 12        | 13        | 14        | 15        | 16        | 17        | 18        |
| 38        | 19        | 20        | 21        | 22        | 23        | 24        | 25        |
| 39        | 26        | 27        | 28        | 29        | 30        |           |           |

| Oktober | Oktober | Oktober | Oktober | Oktober | Oktober | Oktober | Oktober |
| Kw      | Mo      | Di      | Mi      | Do      | Fr      | Sa      | So      |
| ------- | ------- | ------- | ------- | ------- | ------- | ------- | ------- |
| 39      |         |         |         |         |         | 1       | 2       |
| 40      | 3       | 4       | 5       | 6       | 7       | 8       | 9       |
| 41      | 10      | 11      | 12      | 13      | 14      | 15      | 16      |
| 42      | 17      | 18      | 19      | 20      | 21      | 22      | 23      |
| 43      | 24      | 25      | 26      | 27      | 28      | 29      | 30      |
| 44      | 31      |         |         |         |         |         |         |

| November | November | November | November | November | November | November | November |
| Kw       | Mo       | Di       | Mi       | Do       | Fr       | Sa       | So       |
| -------- | -------- | -------- | -------- | -------- | -------- | -------- | -------- |
| 44       |          | 1        | 2        | 3        | 4        | 5        | 6        |
| 45       | 7        | 8        | 9        | 10       | 11       | 12       | 13       |
| 46       | 14       | 15       | 16       | 17       | 18       | 19       | 20       |
| 47       | 21       | 22       | 23       | 24       | 25       | 26       | 27       |
| 48       | 28       | 29       | 30       |          |          |          |          |

| Dezember | Dezember | Dezember | Dezember | Dezember | Dezember | Dezember | Dezember |
| Kw       | Mo       | Di       | Mi       | Do       | Fr       | Sa       | So       |
| -------- | -------- | -------- | -------- | -------- | -------- | -------- | -------- |
| 48       |          |          |          | 1        | 2        | 3        | 4        |
| 49       | 5        | 6        | 7        | 8        | 9        | 10       | 11       |
| 50       | 12       | 13       | 14       | 15       | 16       | 17       | 18       |
| 51       | 19       | 20       | 21       | 22       | 23       | 24       | 25       |
| 52       | 26       | 27       | 28       | 29       | 30       | 31       |          |

## Ereignisse

### Politik und Weltgeschehen

#### England
- Der englische König Johann Ohneland vermeidet im Krieg gegen die Barone einen direkten Angriff auf London und marschiert stattdessen mit seinen Truppen nach Norden. Der schottische König Alexander II. zieht sich über die Grenze nach Schottland zurück, und Johann folgt ihm. Am 13. Januar erobert er Berwick-upon-Tweed.
- 14. Januar: Guala Bicchieri wird zum päpstlichen Legaten für England ernannt.
- März: Johann kehrt wieder nach Süden zurück, nachdem er Berwick niedergebrannt hat und erobert Colchester.
- 26. Mai: Kronprinz Ludwig von Frankreich landet – von den rebellischen Adeligen eingeladen – trotz päpstlichen Verbots und Androhung der Exkommunikation mit einem Invasionsheer in England, und erhebt im Namen seiner Frau Blanka von Kastilien, einer Enkelin von König Heinrich II. und damit einer Nichte Johanns, Erbanspruch auf den englischen Thron. In der St Paul’s Cathedral nimmt er die Huldigung der Barone wie auch von König Alexander II. von Schottland entgegen, ohne dabei aber gekrönt zu werden. Im Verlauf des Jahres gelingt es ihm, das gesamte östliche England zu erobern. Zahlreiche bislang zu Johann loyale Barone laufen zu den Rebellen über.
- 29. Mai: Der päpstliche Legat Guala Bicchieri exkommuniziert Prinz Ludwig von Frankreich.
- Im Oktober unternimmt Johann einen Feldzug nach Ostengland. Von dort will er mit seinem Heer nach Lincolnshire ziehen, um das belagerte Lincoln Castle zu entsetzen.
- 12. Oktober: Bei der Überquerung von The Wash kommt es zum Verlust des Schatzes von König Johann Ohneland. Johann überlebt das Unglück, erkrankt jedoch an Dysenterie.
- 19. Oktober: Durch den Tod seines Vaters Johann Ohneland wird Heinrich III. im Alter von neun Jahren König von England. Der neue Papst Honorius III. stellt den minderjährigen König unter seinen Schutz.
- 28. Oktober: Heinrich III. wird in der Kathedrale von Gloucester durch Peter des Roches, den Bischof von Winchester, gekrönt. Die Regentschaft übernimmt der 70-jährige William Marshal.
- 12. November: William Marshal erkennt eine überarbeitete Version der Magna Carta an.

#### Wales

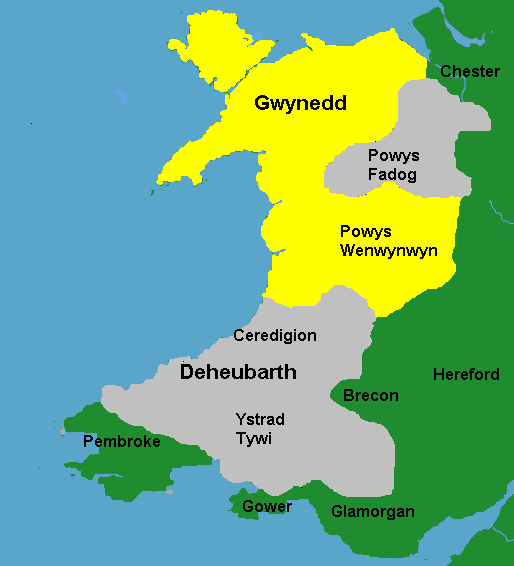
Wales um 1217

Im Frühjahr beruft Llywelyn ab Iorwerth, Fürst von Gwynedd, die walisischen Fürsten zu einer Versammlung nach Aberdyfi Castle in Ceredigion. Bei dieser Versammlung werden die verbliebenen Teile von Deheubarth unter den Nachfahren des 1197 verstorbenen Lord Rhys nach walisischem Recht aufgeteilt: so erhält Maelgwn ap Rhys den westlichen Teil des Reiches, Ceredigion südlich des River Aeron sowie Llanmyddyfri. Rhys Gryg erhält das Cantref Mawr in Ystrad Tywi sowie Cantref Bychan und Cydweli, während die Söhne von Gruffydd ap Rhys, Owain und Rhys Ieuanc, Ceredigion nördlich des Aeron erhalten. Im Gegenzug erkennen die Nachfahren von Lord Rhys die Oberherrschaft von Llywelyn ab Iorwerth an. Das Abkommen von Aberdyfi beendet nach fast 20 Jahren die Erbfolgekriege in Deheubarth.

#### Okzitanien
- Frühjahr: Der vom Vierten Laterankonzil abgesetzte Graf Raimund VI. von Toulouse widersetzt sich dem Konzilsbeschluss und landet mit seinem Sohn Raimund VII. in Marseille, um seine Besitztümer in Okzitanien zurückzuerobern. Er wird von der Bevölkerung mit Begeisterung begrüßt.
- 8. März: Simon de Montfort, Anführer des Albigenserkreuzzugs, empfängt den Treueschwur der Stadt Toulouse. Anschließend reist er weiter nach Narbonne, wo er sich gewaltsam Zugang verschafft und sich mit Arnaud Amaury, dem päpstlichen Legaten des Kreuzzuges und Erzbischof von Narbonne, überwirft. Er verlässt die Stadt bald wieder und begibt sich nach Melun, um dort im April König Philipp II. von Frankreich als oberstem Lehensherren zu huldigen.
- Seine Abwesenheit nutzen die beiden Raimunds zur Rückeroberung zahlreicher Städte, Beaucaire wird nach kurzer Belagerung erobert, daraufhin beginnt eine allgemeine Erhebung in der Markgrafschaft Provence gegen Simon de Montfort.
- Juni: Simon de Montfort beginnt seinerseits mit der Belagerung von Beaucaire, die er am 15. August jedoch aufgeben muss.
- September: In Toulouse kommt es zu einem Aufstand, woraufhin Montforts Männer die Stadt plündern.
- 27. November: Papst Honorius III. weist die Kreuzfahrer an, die Burg von Foix wieder an Graf Raimund Roger von Foix herauszugeben.

#### Heiliges Römisches Reich
- 1. Juli: König Friedrich II. verspricht in Straßburg bei Verhandlungen über die künftige Kaiserkrönung, dass er nach erfolgter Krönung das Königreich Sizilien seinem Sohn Heinrich übergeben und selbst auf die sizilische Königswürde verzichten werde. Er holt seinen Sohn Heinrich in den nordalpinen Teil des Reiches und überträgt ihm das Herzogtum Schwaben, später auch das Rektorat über Burgund.
- Der Deutsche Orden erhält das Hospital in Ellingen als Lehen, daraufhin wird Ellingen Sitz des Landkomturs der Ballei Franken.

#### Skandinavien
- 10. April: König Erik X. von Schweden aus dem Eriksgeschlecht stirbt vermutlich an Tuberkulose. Da sein Sohn Erik Eriksson erst nach seinem Tod auf die Welt kommt, wählt der schwedische Adel den 15-jährigen Johann I. aus dem konkurrierenden Sverkergeschlecht zum König. Daraufhin begibt sich Eriks Mutter Rikissa mit dem Kleinkind nach Dänemark an den Hof ihres Bruders Waldemar II.

#### Kreuzfahrerstaaten
Beunruhigt durch die Rüstungen des Theodoros I. Komnenos Dukas in Epirus marschiert der lateinische Kaiser Heinrich im Frühjahr nach Thessaloniki, um von dort aus einen Präventivschlag gegen Epirus zu führen. Bevor es dazu kommt, stirbt er am 11. Juni, vermutlich durch Gift. Da er keine Nachkommen hinterlässt, fällt die Wahl der Adeligen auf seinen Schwager Peter von Courtenay, der sich von Frankreich aus umgehend auf den Weg nach Osten macht. Theodoros von Epirus erobert in der Zwischenzeit Makedonien und Thessalien. Der bulgarische Boljar Alexius Slaw wird zu seinem Vasallen.
- König Leo II. von Armenien erobert mit Hilfe des Hospitaliterordens das Fürstentum Antiochia von Bohemund IV. und setzt seinen Neffen Raimund II. Ruben als Fürsten ein.

#### Naher Osten
- 8. Oktober: Der dreijährige al-Aziz Muhammad folgt seinem verstorbenen Vater az-Zahir Ghazi als Emir von Aleppo aus der Dynastie der Ayyubiden. Die Regentschaft für ihn übernimmt der Atabeg Shihab al-Din Toghril, ein ehemaliger Sklave seines Vaters.

#### Urkundliche Ersterwähnungen und Stadtrechte
- Dresden (slawisch: „Sumpfwald“) wird erstmals als Stadt genannt.
- Grossaffoltern wird erstmals urkundlich erwähnt.

### Religion
- 29. Februar: Engelbert I. von Berg wird zum Erzbischof von Köln gewählt.
- 18. Juli: Als Nachfolger des zwei Tage vorher verstorbenen Innozenz III. wird Cencio Savelli zum Papst gewählt und nimmt den Namen Honorius III. an.

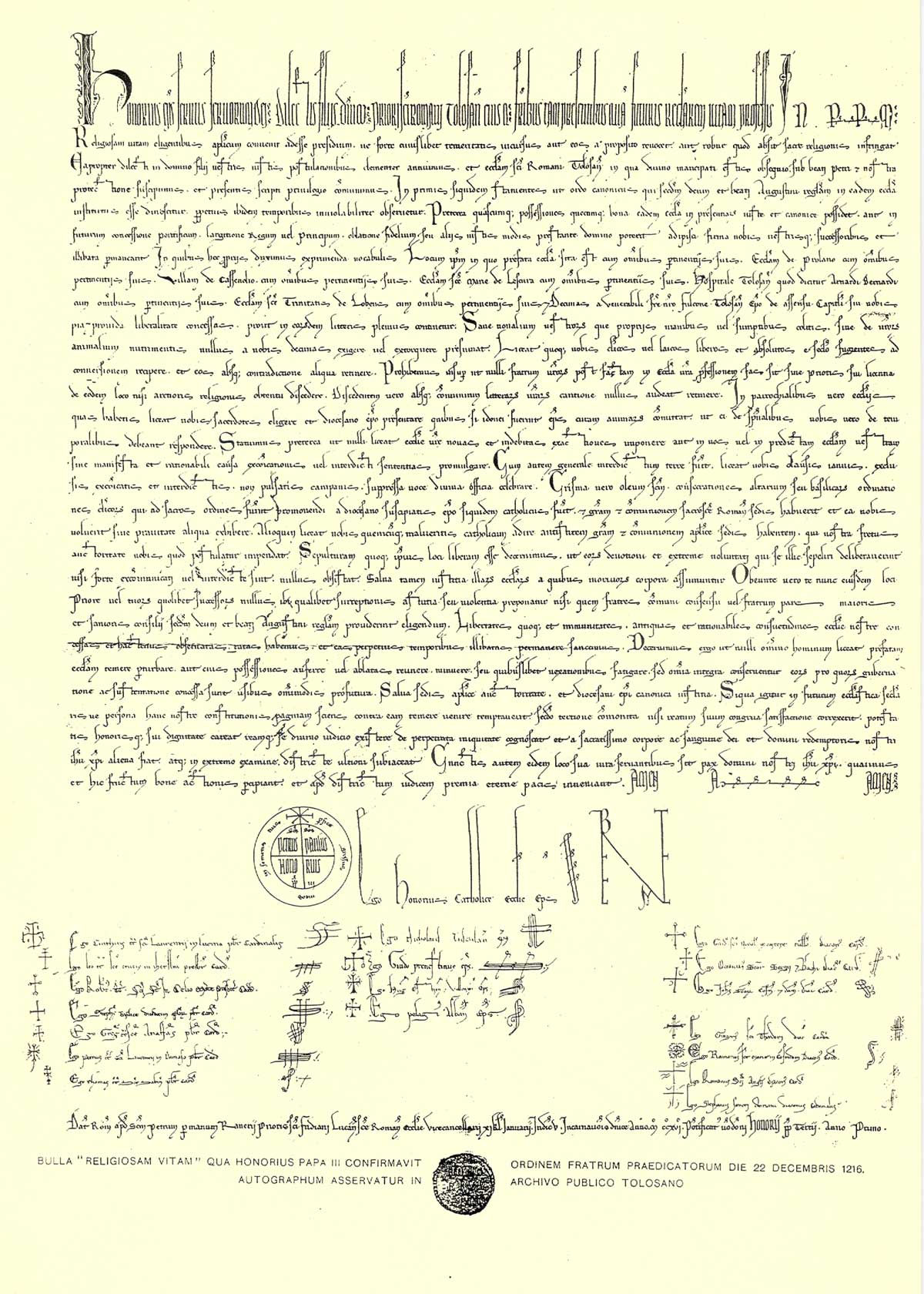
Bulle Religiosam vitam

- 22. Dezember: Papst Honorius III. bestätigt in der Bulle Religiosam vitam die Ordensregel der im Vorjahr während des Albigenserkreuzzugs durch Dominikus gegründeten Dominikaner.
- Das Bistum Chiemsee wird durch Eberhard von Regensburg errichtet.
- Fertigstellung der Benediktiner-Abtei Laach (nach 1863 Maria Laach)

## Geboren
- vermutlich 17. September: Robert I., Graf von Artois († 1250)
- vor dem 17. Dezember: William de Forz, Count of Aumale, englischer Adeliger († 1260)
- Erik IV., König von Dänemark († 1250)
- Erik XI., König von Schweden († 1250)
- Zahed Gilani, islamischer Mystiker († 1301)
- Heinrich I. von Liechtenstein, Landeshauptmann der Steiermark († 1265)
- Heinrich V., Graf von Luxemburg, Graf von Laroche und Markgraf von Arlon († 1281)
- Stephen Longespée, englischer Ritter, Seneschall der Gascogne und Justiciar of Ireland († 1260)
- Simon II. de Clermont, Herr von Ailly und Herr von Nesle († 1286)
- Safi ad-Din al-Urmawi, arabischer Musiker und Musiktheoretiker († 1294)

## Gestorben

### Erstes Halbjahr
- 18. Januar: Guy II. de Dampierre, Herr von Dampierre, Bourbon und Montluçon
- 31. Januar: Theodor II. Eirenikos, Patriarch von Konstantinopel
- 23. Februar: Geoffrey FitzGeoffrey de Mandeville, Earl of Essex und Earl of Gloucester (* um 1191)
- 10. April: Erik X., König von Schweden (* 1180)
- 21. April: Ida von Elsass, Gräfin von Boulogne (* 1160/61)
- 8. Mai: Ulrich von Adelberg, Propst des Klosters Adelberg
- 11. Juni: Heinrich, Kaiser des Lateinischen Reichs von Konstantinopel (* um 1174)

### Zweites Halbjahr
- 16. Juli: Innozenz III., Papst (* 1160/61)
- 26. Juli: Kamo no Chōmei, japanischer buddhistischer Mönch und Dichter (* 1155)
- 8. Oktober: az-Zahir Ghazi, Emir von Aleppo (* 1172)
- 14. Oktober: Konrad von Rodank, Bischof von Brixen (* 1140)
- 19. Oktober: Johann Ohneland, König von England, Lord von Irland, Herzog der Normandie und von Aquitanien sowie Graf von Anjou (* 1167)

### Genaues Todesdatum unbekannt
- April: Elisabeth von Bregenz, Pfalzgräfin von Tübingen (* 1152)
- Mai: Gottfried von Lusignan, Graf von Jaffa
- August: Eustace de Vesci, anglonormannischer Adliger (* um 1170)
- September: Guichard IV., Herr von Beaujeu und Montpensier
- Dezember: Maximos II., Patriarch von Konstantinopel
- Balduin von Brandenburg, Bischof von Brandenburg
- Dragpa Gyeltshen, Person des tibetischen Buddhismus (* 1147)
- Eustach von Hennegau, Regent des Königreiches Thessaloniki
- Gwenwynwyn, Herrscher eines Teils des walisischen Fürstentums Powys
- Ravano dalle Carceri, italienischer Kreuzritter, Herr von Negroponte
- Wladimir von Polozk, Fürst von Polosk

### Gestorben um 1216
- Andronikos Palaiologos, Thronfolger im Exilreich von Nikaia
- Johannes von Praunheim, Reichsschultheiß von Frankfurt am Main
- Schota Rustaweli, georgischer Schriftsteller und Finanzminister (* um 1172)